# Álvaro-de-Bazán-Klasse
| FRG Naval Ensign                                   | FRG Naval Ensign | FRG Naval Ensign |
| Fregatte Álvaro-de-Bazán-Klasse (F100-Klasse)      | Fregatte Álvaro-de-Bazán-Klasse (F100-Klasse)                                                                                     |                  |
| -------------------------------------------------- | --- | ---------------- |
| Die vierte Einheit der Klasse, Méndez Núñez (F104) | |                  |
| Geschichte                                         | |                  |
| Einheiten:                                         | Álvaro de Bazán (F101) Almirante Juan de Borbón (F102) Blas de Lezo (F103) Méndez Núñez (F104) Cristóbal Colón (F105)             |                  |
| Bauwerft:                                          | Navantia in Ferrol |                  |
| Stapellauf:                                        | ab Oktober 2000 |                  |
| Indienststellung:                                  | ab September 2002 |                  |
| Heimathafen:                                       | Ferrol |                  |
| Daten                                              | |                  |
| Verdrängung:                                       | 5800 t (1–4), 6050 t (5) |                  |
| Länge - über alles: - Wasserlinie:                 | 146,7 m 133,2 m |                  |
| Breite - über alles: - Wasserlinie:                | 18,6 m 17,5 m |                  |
| Tiefgang:                                          | 5,0 m |                  |
| Antrieb: - Gasturbinen - Dieselmotoren             | 2 × GE LM 2500 von je 18 MW 2 × Caterpillar 3600 von je 4,5 MW (1–4) und 6 MW (5) 1 × ausfahrbarer Bugstrahler von 850 kW (nur 5) |                  |
| Geschwindigkeit:                                   | 29 Knoten |                  |
| Fahrtstrecke:                                      | > 4500 sm bei 18 Knoten |                  |
| Besatzung - Standard: - Maximal:                   | 202 250 |                  |
| Bewaffnung                                         | |                  |
| Schiffsgeschütze                                   | 1× BAE Systems Mark 45 Mod 2 5/54 2 × 20-mm-Maschinenkanonen (1–4), Mark 38 25 mm (5)                                             |                  |
| Seezielflugkörper                                  | 2× 4 AGM-84 Harpoon |                  |
| VLS Mk 41                                          | 48 Zellen für SM-2, ESSM, Tomahawk                                                                                                |                  |
| CIWS                                               | 1× 20 mm Meroka 2B |                  |
| ECM                                                | 4× 6 Mk 36 SRBOC AN/SLQ-25 Nixie                                                                                                  |                  |
| Torpedorohre                                       | 2× Mk.-32-Torpedowerfer für Mark-46-Torpedos                                                                                      |                  |
| Bordhubschrauber                                   | 1× SH-60B LAMPS III |                  |
| Sensoren                                           | |                  |
| Multifunktionsradar                                | Lockheed Martin AN/SPY-1D (1-4) und AN/SPY-1D(V) (5)                                                                              |                  |
| Oberflächensuchradar                               | Indra ARIES NAV (1–4), ARIES DIANA+ (5)                                                                                           |                  |
| Navigationsradar                                   | Indra ARIES CIT 25-DF |                  |
| Sonar                                              | Raytheon DE1160 |                  |

Die Álvaro-de-Bazán-Klasse, auch bekannt als F100-Klasse, besteht aus fünf als Fregatten klassifizierten Schiffen der spanischen Marine. Die Schiffe sind als Mehrzweckeinheiten ausgelegt, der Schwerpunkt liegt aber auf weitreichender Flugabwehr. Zur Erfüllung dieser Aufgabe wurden sie als erste Schiffe in Europa mit dem Aegis-Kampfsystem ausgerüstet.
Die vier Einheiten des ersten Bauloses wurden zwischen 2002 und 2006 in Dienst gestellt. Als einzige Einheit eines zweiten, geringfügig veränderten und als F105-Klasse bezeichneten Bauloses wurde ein fünftes Schiff Ende 2012 in Dienst gestellt. Eine ursprüngliche geplante sechste Einheit wurde infolge der Wirtschaftskrise ab 2007 nicht realisiert. Danach wurde stattdessen die Bonifaz-Klasse (F110-Klasse) entwickelt, die ab Mitte der 2020er Jahre als Nachfolger der Santa-María-Klasse (F80-Klasse) in Dienst gestellt werden soll.

## Geschichte
Bereits zu Beginn des 20. Jahrhunderts hatte eine Klasse von spanischen Kanonenbooten den Namen Álvaro de Bazán getragen.
Anfang der 1980er-Jahre nahm Spanien am Projekt NATO Frigat Replacement for 90s, kurz NFR-90, teil, das zum Ziel hatte, für alle acht partizipierenden NATO-Länder ein einheitliches Fregattendesign zu entwickeln. Aufgrund zu großer Unterschiede zwischen den Bedürfnissen der einzelnen Marinen musste das Projekt 1989 eingestellt werden. Die USA bauten auf nationaler Basis die Arleigh-Burke-Klasse, während sich Großbritannien, Italien und Frankreich für ein neuerliches Kooperationsprojekt, die Horizon Common New Generation Frigate (Horizon CNGF) entschieden. Die verbliebenen vier Länder, Spanien, Deutschland, die Niederlande und Kanada ließen auf nationaler Basis Machbarkeitsstudien anfertigen. Schließlich konnten sich Spanien, Deutschland und die Niederlande auf ein trilateral zu entwickelndes Grunddesign verständigen, das national gebaut und ausgestaltet werden würde. Das Projekt erhielt den Namen Trilateral Frigate Cooperation (TFC). In Deutschland wurde im Rahmen dieses Abkommens die Sachsen-Klasse gebaut, in den Niederlanden die De-Zeven-Provinciën-Klasse.
Der Auftrag für das erste Los von vier Einheiten für die spanische Marine wurde 2005 an den im Besitz des spanischen Staates befindlichen Schiffsbaukonzern Izar in Ferrol, Spanien vergeben. Als dieser 2005 in finanzielle Schwierigkeiten geriet, wurde die Rüstungssparte herausgelöst und als Navantia weitergeführt, die die Arbeiten am gleichen Standort fortführt.
Für das gesamte Projekt von ursprünglich vier Schiffen wurden 280 Milliarden Pesetas veranschlagt, was etwa 1,68 Milliarden Euro entspricht. Die eigentlichen Baukosten pro Schiff wurden mit umgerechnet etwa 385 Millionen Euro veranschlagt.
Alle drei im Rahmen der Trilateral Frigate Cooperation gebauten Schiffsklassen sind offiziell als Fregatten klassifiziert. Aufgrund ihrer Größe und Bewaffnung könnten sie aber auch als Zerstörer eingestuft werden.
Ein zweites Baulos von zwei weiteren Schiffen wurde zeitlich verzögert geplant. Mit dem Bau des fünften Schiffes wurde 2007 begonnen, mit der vollen Einsatzfähigkeit rechnet man frühestens 2014. Die Beschaffung eines sechsten Schiffes wurde erwogen, aber schließlich nicht realisiert.
Die Schiffe gehören zur 31. Geleitflottille.

## Technik

### Schiffsplattform
Die Länge der Fregatten auf Wasserlinie beträgt 133,2 m und über alles 146,7 m. Die Breite liegt bei 17,5 m auf Wasserlinie respektive 18,6 m über alles. Dabei beträgt der Tiefgang 5 m, die Wasserverdrängung etwa 5800 t.
Die Besatzung besteht aus minimal 202 Personen, im Normalfall sind jedoch 229 Personen an Bord. Es besteht außerdem die Möglichkeit, bis zu 250 Personen unterzubringen, beispielsweise kann ein Boardingteam mitgeführt werden.
Schiff Nr. 5, die Cristóbal Colón, wurde sechs Jahre nach Schiff Nr. 4 in Dienst gestellt und wurde in verschiedenen Details geändert. Verbesserungen betreffen neben Hangar, den (Beiboot-)Davits, den Seeversorgungsausrüstungen, der Eloka-„Suite“ sowie der UHF- und X-Band-Satellitenkommunikation weitere Bereiche, die weiter unten bzw. rechts separat aufgeführt sind.

### Antrieb
Während der Entwicklungsphase der Álvaro-de-Bazán-Klasse wurden die Vor- und Nachteile zwölf verschiedener Antriebsmodelle abgewogen. Schließlich entschied man sich für ein sogenanntes CODAG-Antriebskonzept (COmbined Diesel And Gas). Dabei werden Schiffsdieselmotoren und Gasturbinen kombiniert eingesetzt. Während der langsamen, aber effizienten und ausdauernden Marschfahrt wirken auf die beiden Wellen nur die beiden Dieselmotoren. Werden jedoch höhere Geschwindigkeiten benötigt, können die beiden Gasturbinen zugeschaltet werden; die beiden Dieselmotoren und die beiden Gasturbinen wirken dann gleichzeitig auf die beiden Wellen, womit etwa das Fünffache an Leistung bereitgestellt wird. Damit vier unterschiedlich starke Motoren auf nur zwei Wellen wirken können, werden hochkomplexe Getriebe benötigt, deren Gewicht und Komplexität auch den Hauptnachteil des CODAG-Antriebs darstellen.
Im Falle der Álvaro-de-Bazán-Klasse wurden zwei Caterpillar-Bravo-V12-Dieselmotoren mit je 4,5 MW und zwei LM-2500-Gasturbinen von General Electric mit je 18 MW Leistung eingerüstet. Diese wirken auf zwei Wellen, die je einen Verstellpropeller in Bewegung versetzen. Damit lassen sich Höchstgeschwindigkeiten von 29 kn erzielen. Marschfahrten ohne zugeschaltete Gasturbinen können mit bis zu 18 kn gefahren werden, wodurch sich jedoch die Reichweite erheblich auf 4500 Seemeilen vergrößert. Schiff Nr. 5 verfügt über leistungsstärkere V16-Motoren sowie eine zusätzliche Querstrahlsteueranlage.

### Stealth-Technologie
Die Álvaro-de-Bazán-Klasse ist nach dem Stealth-Prinzip gebaut. Die Schiffe sind so gestaltet, dass sie schwerstmöglich ortbar sind. Als zentraler Punkt wird dabei der sogenannte Radarquerschnitt (RCS) – die Radarrückstrahlung – weitestgehend verkleinert. Zu diesem Zweck müssen alle Außenwände schräg gestellt und speziell beschichtet sein. Auch Raketenstarter, Geschütze, Beiboote etc. müssen entsprechend verkleidet werden. Ein zweiter Punkt ist das Reduzieren der Wärmeabstrahlung, da diese von Infrarot-Sensoren geortet werden kann. Das Hauptproblem sind hierbei die Abgase, die deshalb in einem komplizierten Verfahren mit Luft durchmischt und abgekühlt werden müssen, bevor sie ausgestoßen werden. Der Vorteil dieser Techniken besteht darin, dass die Schiffe schwerer und somit erst später vom Gegner geortet werden können. Eine vollständige Unsichtbarkeit ist jedoch nicht möglich. Stealth-Schiffe sind nicht mit Stealth-Flugzeugen wie zum Beispiel der Northrop B-2 zu vergleichen. Schiffe befinden sich oft monatelang auf Einsatzfahrten und sind ständig dem aggressiven Meerwasser ausgesetzt, weshalb viele der im militärischen Flugzeugbau verwendeten Spezialbeschichtungen auf Schiffen nicht angewendet werden können.

### Elektronik
Das zentrale Element der Elektronik ist das Aegis-Kampfsystem des US-amerikanischen Rüstungskonzerns Lockheed Martin. Aegis ist ein integriertes Führungs-, Feuerleit- und Aufklärungssystem. Als solches übernimmt es Aufgaben wie die Ortung, Verfolgung und Feuerleitung von See- und Luftzielen sowie die Lagebilddarstellung und die Vernetzung mit anderen verbündeten Einheiten.
Bei der Entwicklung der Álvaro-de-Bazán-Klasse erhielt Spanien im Rahmen eines Technologietransfers Zugriff auf Teile des Quelltextes des US-amerikanischen Aegis-Systems und leitete daraus eine eigene nationale Variante namens SCOMBA (Sistema de COMbate de los Buques de la Armada) ab. SCOMBA soll eine einheitliche Basis für das Kampfsystem aller spanischen Marineschiffe bilden. Bei Schiff Nr. 5 übernahm Navantia einen höheren Anteil an der Systemintegration als bei den ersten vier Einheiten, bei denen das Kampfsystem durch Lockheed Martin integriert wurde.
Die Hauptkomponenten des Systems sind die Operationszentrale des Schiffes sowie das 3D-Mehrzweckradar aus Phased-Array-Antennen mit passiver elektronischer Strahlschwenkung. Das Radar hat bei den ersten vier Schiffen der Klasse die JETDS-Bezeichnung AN/SPY-1D und beim neueren, fünften AN/SPY-1D(V). Bei letzterer Variante ist insbesondere die Clutter-Unterdrückung für den Einsatz in küstennahen Gewässern verbessert worden.
Phased-Array-Radare verleihen Schiffen mit ihren flachen und nicht beweglichen Antennen ein charakteristisches Aussehen. Bei der Álvaro-de-Bazán-Klasse sind es vier Flächen. Der Verzicht auf bewegliche Teile erhöht die Zuverlässigkeit. Ein weiterer Vorteil ist die wesentlich größere Leistungsfähigkeit im Vergleich mit früheren mechanisch bewegten Radarantennen, insbesondere bei der simultanen Verfolgung einer großen Anzahl Ziele (>200) sowie der Reichweite, die je nach Radarquerschnitt und anderen Faktoren bei mehreren 100 Kilometern liegt.
Als ergänzende Radarsysteme waren bei Auslieferung noch ein AN/SPS-67-Oberflächensuchradar des US-Herstellers Raytheon sowie ein Navigationsradar der Thales Group vom Typ Scout an Bord, beides mittlerweile durch einheimische Geräte von Indra Sistemas ersetzt. Zur Kommunikationsausrüstung zählen unter anderem Link 11 sowie SatCom. Um U-Boote orten zu können, ist ein Bugsonar vom Typ DE1160, ebenfalls von Raytheon, eingerüstet. Dabei handelt es sich um tieffrequentes System, das je nach Bedarf sowohl aktiv als auch passiv arbeiten kann.

## Bewaffnung

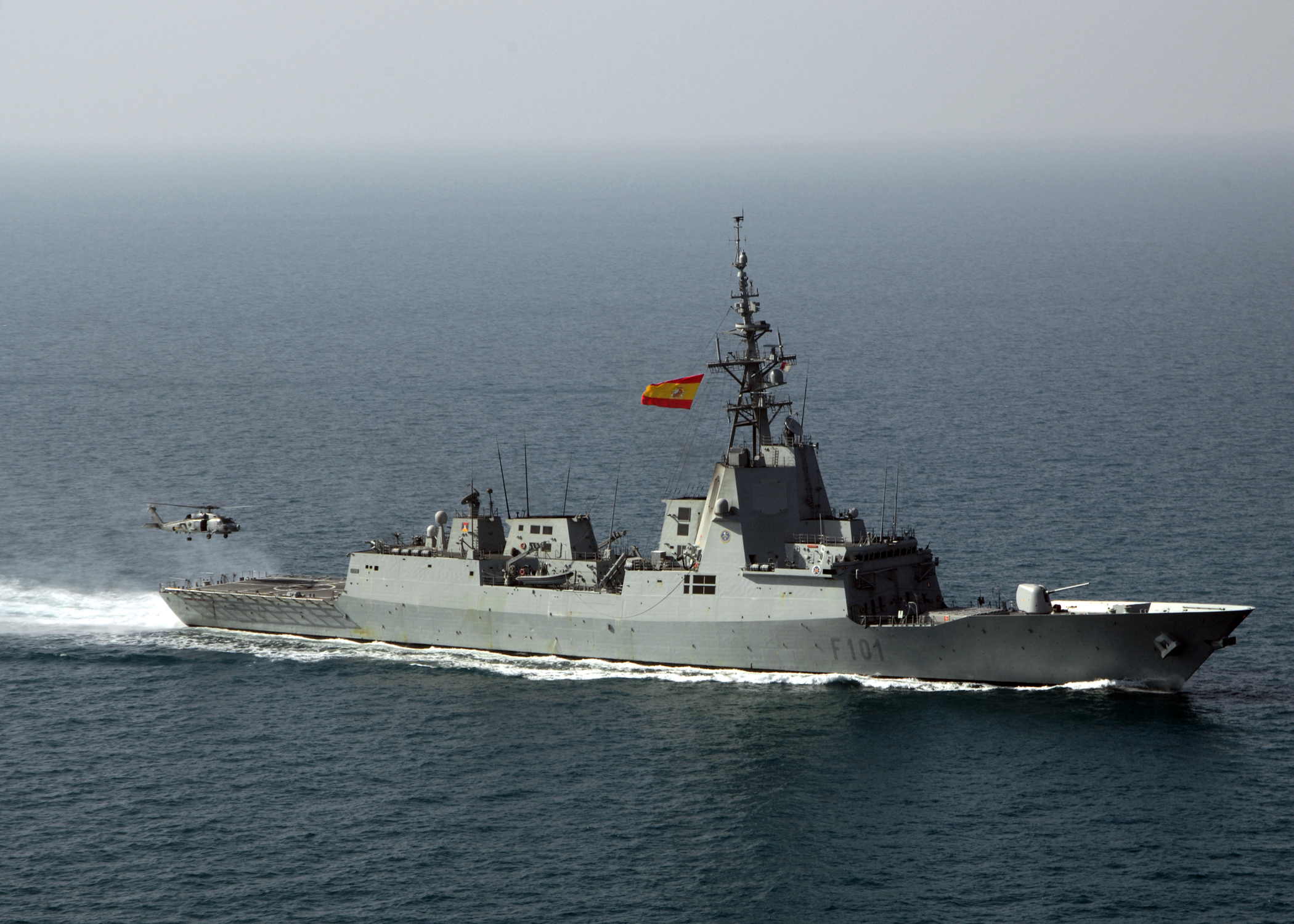
F-101 Álvaro de Bazán mit SH-60B (LAMPS-III)-Helikopter im Landeanflug

### Lenkwaffen
Als Hauptbewaffnung ist ein Vertical Launching System (VLS) vom US-amerikanischen Typ Mk 41 mit 48 Zellen eingebaut. Dieses kann SM-2, ESSM und BGM-109 Tomahawk abfeuern. Den größten Anteil der Zellen beanspruchen 24 Stück SM-2-Flugkörper. Dabei handelt es sich primär um einen Flugkörper zur Bekämpfung von Luftzielen über große Distanzen, in einer Sekundärrolle können auch Seeziele bekämpft werden. Nur zwölf Zellen sind für ESSM vorgesehen, von diesen Flugkörpern können allerdings so genannte Quadpacks geladen werden – das heißt, dass in nur zwölf Zellen 48 ESSM mitgeführt werden können. Auch hierbei handelt es sich primär um Flugkörper zur Bekämpfung von Luftzielen, jedoch ist ihre Reichweite wesentlich geringer. Sie dienen vor allem zur Bekämpfung von anfliegenden Seezielflugkörpern. Die verbleibenden zwölf Zellen sind für Tomahawk-Marschflugkörper (auch unter dem Begriff Cruise Missile bekannt) vorgesehen. Sie sind speziell für den Einsatz gegen Landziele entwickelt worden und haben eine Reichweite von weit über 1000 km. Je nach Einsatzprofil kann die Waffenmischung im VLS jedoch beliebig geändert werden. Die derzeitige Dotierung beträgt aber laut Janes fighting ships 12×4 ESSM und 36 SM-2, da Spanien auf absehbare Zeit keine Tomahawk beschaffen wird.
Ergänzend werden zur Bekämpfung von Seezielen in zwei Vierfachstartern acht Seezielflugkörper vom Typ AGM-84 Harpoon mitgeführt. Außerdem sind zur Bekämpfung von U-Booten zwei Paare Mark-32-Mod-9-Torpedorohre für zwölf U-Bootjagdtorpedos Mark-46-Mod-5 vorhanden.

### Geschütze
Auf dem Vordeck befindet sich das Hauptgeschütz. Für die Álvaro-de-Bazán-Klasse fiel die Entscheidung für das Mark-45-Mod-2-Schiffsgeschütz von BAE Systems (ehemals United Defense). Dabei handelt es sich um ein Geschütz im Kaliber 5 inch (127 mm) mit 54 Kaliberlängen. Mit diesem verhältnismäßig großen Kaliber können sowohl See-, Land- als auch Luftziele effektiv bekämpft werden, wobei die Reichweite gegenüber See- und Landzielen bis zu 24 km beträgt. Es ist jedoch nicht möglich, reichweitengesteigerte Munition zu verwenden – dafür müsste die bei gleichem Kaliber auf 62 Kaliberlängen vergrößerte Mod-4-Version des Mark-45-Geschützes eingerüstet werden, was bislang nicht geplant ist. Für das Mark-45-Geschütz ist eine Feuerleitanlage vom Typ DORNA des spanischen Herstellers FABA eingerüstet, das aus einem K-Band-Radar, IR- und TV-Kamera sowie einem Laserentfernungsmesser besteht.
Als letzte Selbstverteidigung gegen anfliegende Seezielflugkörper ist außerdem ein 20-mm-Meroka-2B-CIWS eingebaut. Die Reichweite dieses System beträgt etwa 2000 m.
Wie der Anschlag auf die Cole im Jahr 2000 zeigte, besteht eine erhebliche Bedrohung durch Angriffe mit kleinen schnellen Booten. Um solche abwehren zu können, sind auf allen Schiffen der Álvaro-de-Bazán-Klasse zwei 20-mm-Maschinenkanonen eines spanischen Typs eingebaut.

### Luftfahrzeuge
Die Schiffe sind in der Lage, einen US-Helikopter vom Typ Sikorsky SH-60B LAMPS III Seahawk einzusetzen. Dazu befindet sich am Heck ein 26,4 m langer Landeplatz und direkt anschließend ein Hangar. Der Seahawk kann unter anderem zur U-Bootjagd verwendet werden. Dazu kann er mit Sonarbojen, einem Magnetanomaliedetektor sowie U-Bootjagd-Torpedos ausgerüstet werden. Um auf den Schiffen weniger Platz zu benötigen, lassen sich Heck und Rotor falten.

### Elektronische Gegenmaßnahmen (ECM)
Zur Abwehr anfliegender Flugkörper sind neben den aktiven Maßnahmen (ESSM, Meroka CIWS) noch zwei Werfer vom Typ Mk 36 SRBOC für Radar- und IR-Täuschkörper eingerüstet. Um auch angreifende Torpedos abwehren zu können, befindet sich am Heck ein gezogenes Torpedotäuschkörpersystem vom Typ AN/SLQ-25 Nixie.

## Einheiten

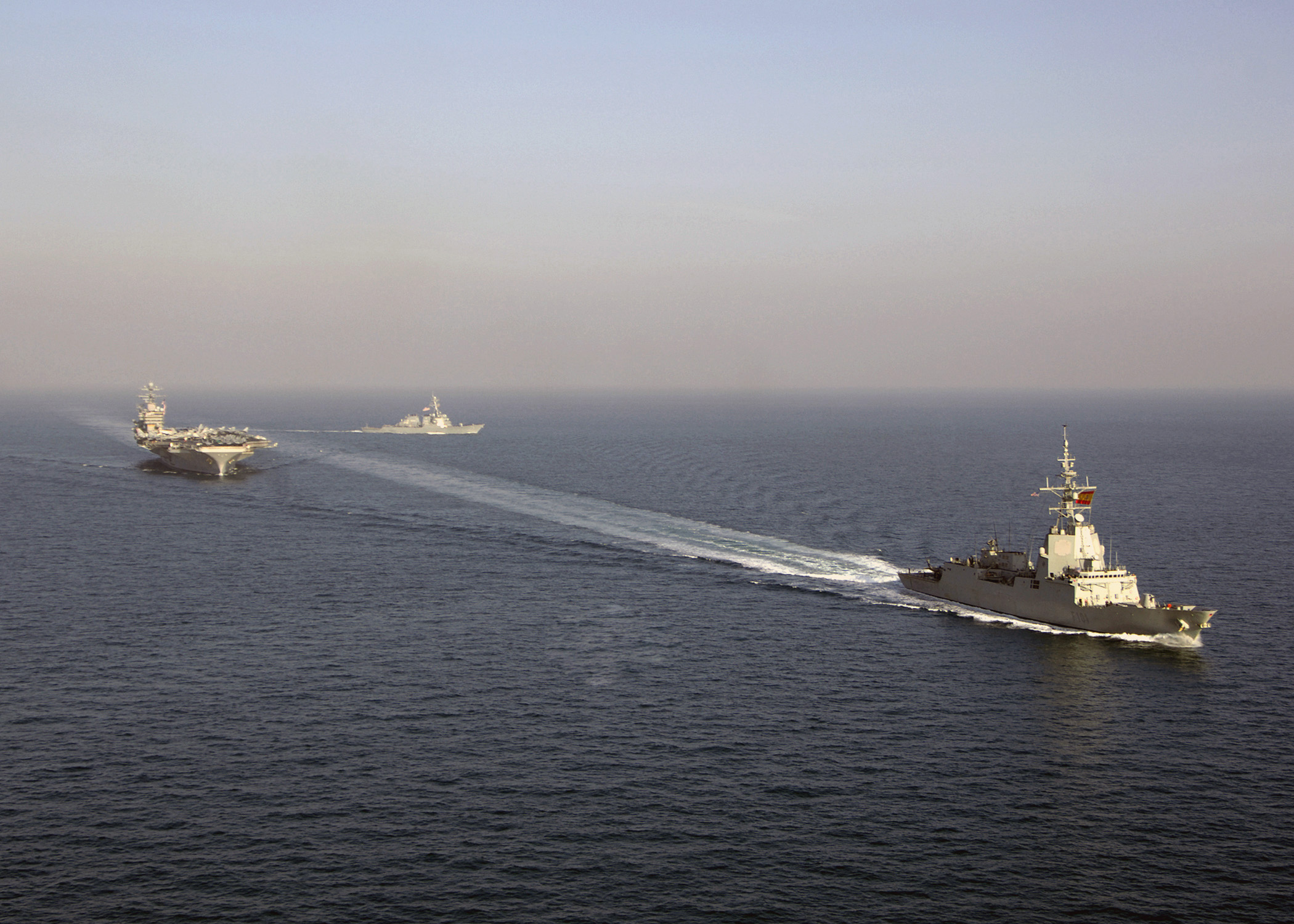
Das Typschiff F-101 Alvaro de Bazan beim Verlassen der Strike Group 2 (CSG-2), Dezember 2005. Im Hintergrund die Theodore Roosevelt

Die Schiffe sind an ihrem „Geburtsort“ Ferrol beheimatet und bilden das 31. Geleitgeschwader (31ª Escuadrilla de Escoltas). Vier von ihnen – inklusive der nicht realisierten sechsten Einheit – sind nach den erfolgreichen spanischen Admirälen der Neuzeit Álvaro de Bazán, Blas de Lezo, Méndez Núñez und Juan de Austria benannt. Bei Juan de Borbón handelt es sich um einen rechtmäßigen Thronfolger Spaniens im 20. Jahrhundert, der aufgrund der Franco-Diktatur jedoch nie König wurde und seine Ansprüche 1977 an seinen Sohn Juan Carlos abtrat. Cristóbal Colón (span. für Christoph Kolumbus) war ein genuesischer Seefahrer in spanischen Diensten, der für die Spanischen Königreiche Amerika entdeckte.
| Kennung | Rufzeichen | Name                     | Kiellegung    | Stapellauf        | In Dienst          | Verbleib         |
| ------- | ---------- | ------------------------ | ------------- | ----------------- | ------------------ | ---------------- |
| F101    | EBDA       | Álvaro de Bazán          | 14. Juni 1999 | 31. Oktober 2000  | 19. September 2002 | aktiv            |
| F102    | EBDB       | Almirante Juan de Borbón |               | 28. Februar 2002  | 3. Dezember 2003   | aktiv            |
| F103    | EBDC       | Blas de Lezo             |               | 16. Mai 2003      | 16. Dezember 2004  | aktiv            |
| F104    | EBDD       | Méndez Núñez             | 16. Mai 2003  | 12. November 2004 | 21. März 2006      | aktiv            |
| F105    | EBDE       | Cristóbal Colón          | 29. Juni 2007 | 5. November 2010  | 23. Oktober 2012   | aktiv            |
| (F106)  | (EBDF)     | (Juan de Austria)        |               |                   |                    | nicht realisiert |

## Abgeleitete Exportversionen

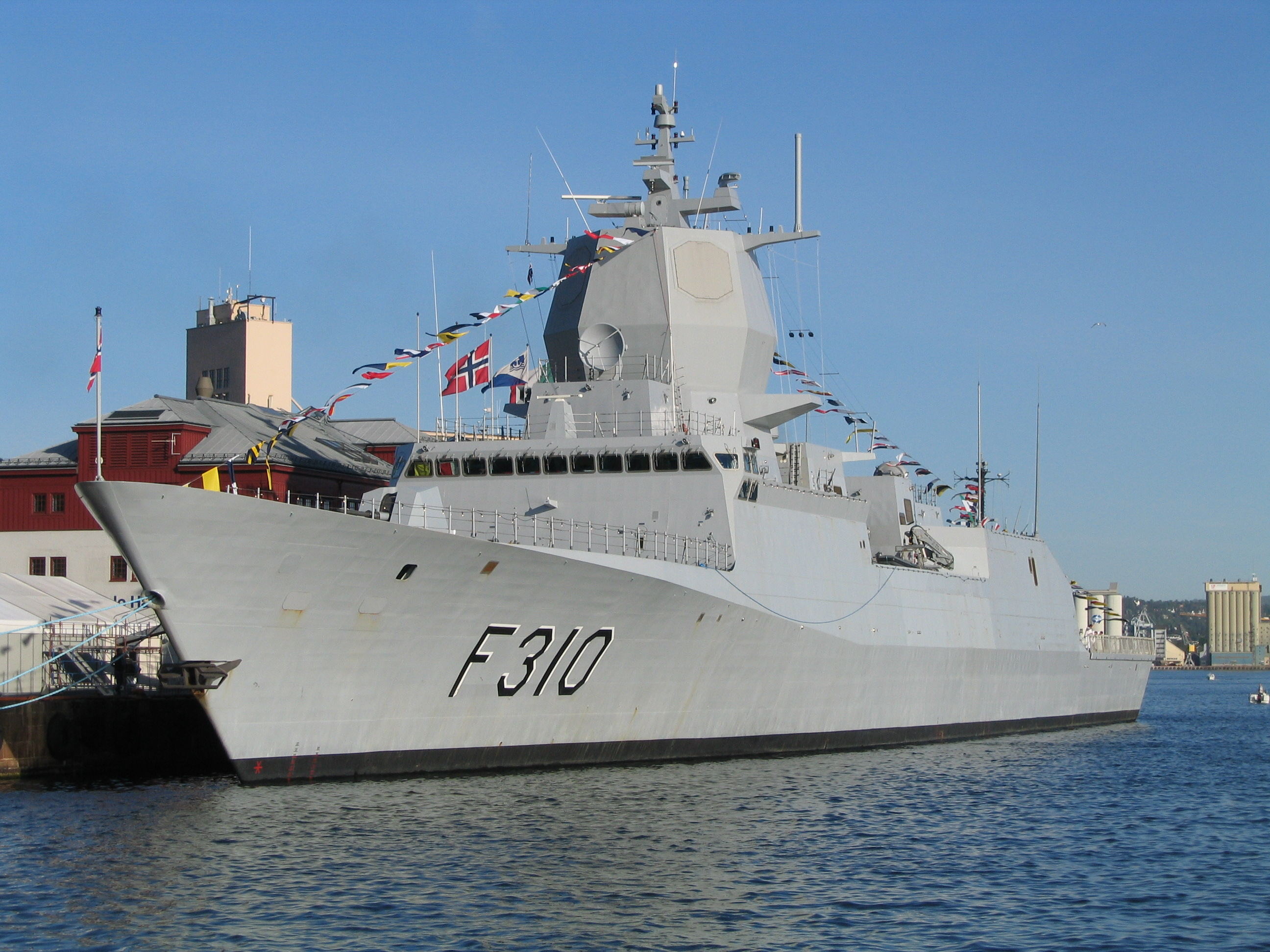
F310 Fridtjof Nansen

- Norwegen: Im Jahr 2000 bestellte die norwegische Marine fünf Fregatten der Fridtjof-Nansen-Klasse. Dabei handelt es sich um eine abgespeckte Variante der Álvaro-de-Bazán-Klasse. Insbesondere die umfangreichen Flugabwehrsysteme, darunter das Aegis-Kampfsystem, wurden abgespeckt, weshalb die Fridtjof-Nansen-Klasse etwas kleiner ausgefallen ist. Die Schiffe wurden bis 2011 geliefert. Die ursprüngliche Idee, einen Teil der Schiffe in Norwegen zu bauen, musste wegen Kostenüberschreitungen fallengelassen werden.
- Australien: Im Jahre 2007 konnte sich überraschenderweise ein von der Álvaro-de-Bazán-Klasse abgeleitetes Design für drei für die Royal Australian Navy zu bauende Flugabwehrzerstörer durchsetzen. Die drei Schiffe der Hobart-Klasse wurden mit spanischer Unterstützung komplett in Australien gebaut und ab 2017 in Dienst gestellt.